# Замок Порчано (Стия)
Замок Порчано (итал. Castello di Porciano) — средневековое сооружение, расположенное в коммуне Стия в провинции Ареццо, Тоскана (Италия).

## История
Первое упоминание о замке относится к началу XI века — исторические документы 1017 года обозначают его как резиденцию графа Гвидо ди Теудегримо, основателя дворянской фамилии графов Гвиди из Порчано. В XIII веке замком владел граф Тегримо, о котором известно, что в 1288]] году, вернувшись в Порчано после битвы при Кампальдино, он промышлял грабежом торговцев и простых путников, проходивших мимо замка. За это в 1291 году графа судили и приговорили к штрафу размером в 10 000 золотых флоринов, который он должен был выплатить подесте Флоренции.
20 марта 1349 года его потомок Людовико, последний представитель дворянской фамилии Гвиди, постригся в монахи и, в соответствии с правилами, по которым он должен был отринуть всё земное, передал замок и остальную собственность Флоренции.